# Muzeum Ziemi Zbąszyńskiej i Regionu Kozła w Zbąszyniu
Muzeum Ziemi Zbąszyńskiej i Regionu Kozła w Zbąszyniu – muzeum z siedzibą w Zbąszyniu. Placówka jest miejską jednostką organizacyjną, działającą w strukturach Zbąszyńskiego Centrum Kultury. 

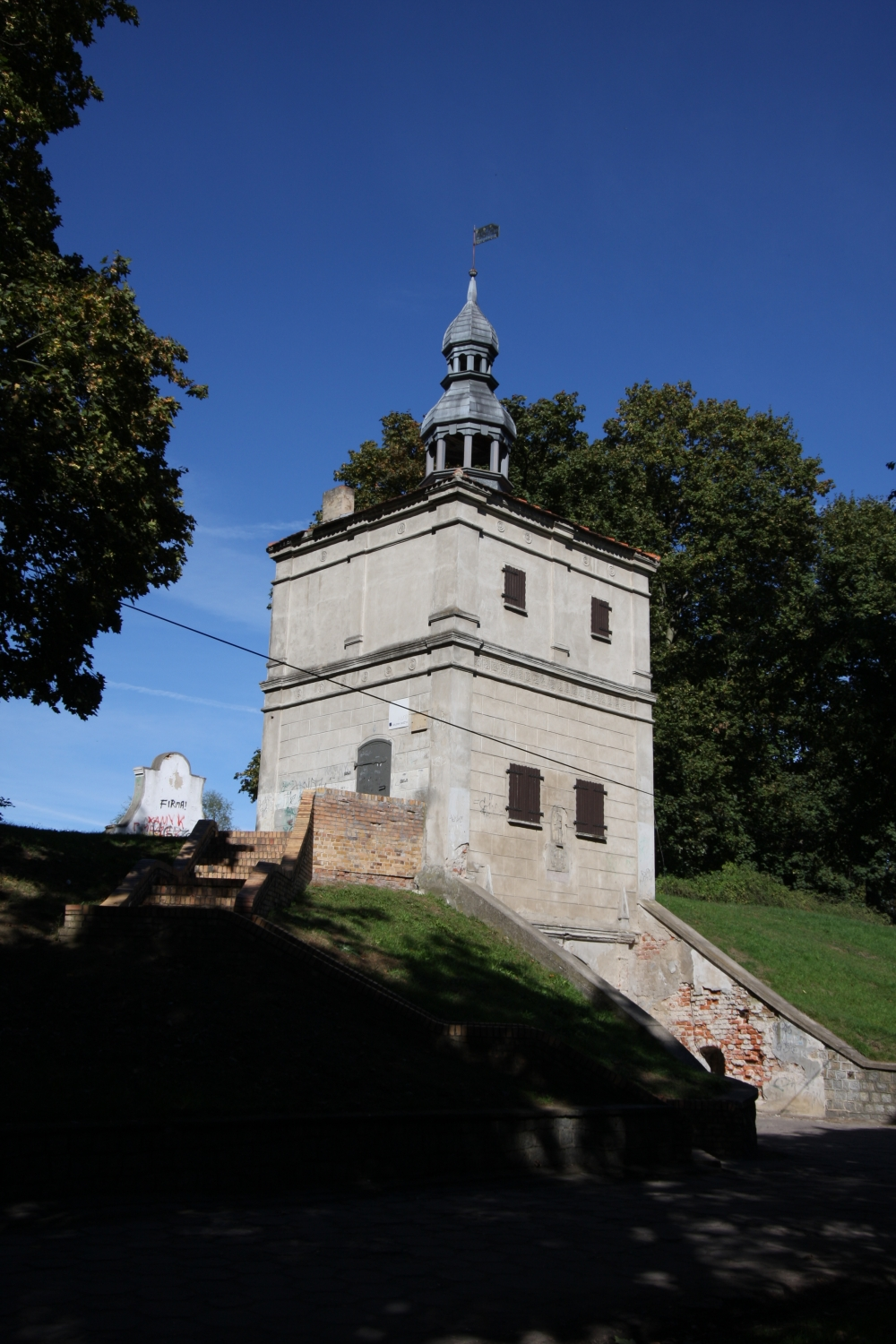
Wieża bramna zamku

Historia muzealnictwa na ziemi zbąszyńskiej sięga 1938 roku, kiedy to we wsi Przyprostynia otwarto Muzeum Ziemi Zbąskiej, prezentujące pamiątki historyczne oraz zbiory etnograficzne. Placówka funkcjonowała do wybuchu II wojny światowej.
W latach 60. XX wieku, z inicjatywy PTTK otwarto Muzeum Regionalne Ziemi Zbąszyńskiej. Jego siedzibą były pomieszczenia wieży bramnej zbąszyńskiego zamku. Działało ono do rozwiązania oddziału Towarzystwa w 1990 roku. Zgromadzone zbiory przekazano Zbąszyńskiemu Centrum Kultury. Eksponaty te były prezentowane w latach 2000-2002 w ramach wystaw czasowych, natomiast w 2004 roku trafiły od utworzonego Muzeum Ziemi Zbąszyńskiej i Regionu Kozła. Siedzibą placówki został budynek dawnej Szkoły Podstawowej nr 2, mieszczący się przy tutejszym rynku.
Aktualnie w muzeum prezentowane są następujące wystawy stałe:
- historyczno-archeologiczna, prezentująca dzieje Zbąszynia począwszy od pradziejów (eksponaty z epok: kamienia, brązu i żelaza) po XX wiek. Wśród eksponatów znajdują się m.in. XIX-wieczny bicykl oraz reprodukcje przedwojennych pocztówek, ukazujących widoki miasta,
- etnograficzna, ukazująca kulturę ludową regionu (stroje, przedmioty codziennego użytku, instrumenty muzyczne). W ramach wystawy prezentowane są kozły - ludowe, dęte instrumenty muzyczne, od których wziął swoją nazwę Region Kozła.